# Transia
Transia (también República de Transia) es un país europeo ficticio que aparece en los cómics estadounidenses publicados por Marvel Comics. Es uno de varios países ficticios de Europa del Este creados para Marvel Comics.
En casi todas las líneas de la historia, la República de Transia se encuentra entre Rumania y Serbia. Más del 90% de su gente vive en una gran ciudad (Transia del Este) y varias aldeas más pequeñas ubicadas en la base del Monte Wundagore. El país se presenta principalmente como eslavo, con una minoría musulmana en la provincia occidental Romani. El presidente Russoff fue un oficial de la policía secreta en la era comunista.
Dentro del Universo Marvel, Transia (y / o Mt. Wundagore) es donde Chthon está encarcelado, y donde los hombres de la línea Russoff fueron afectados por la maldición de la licantropía. Se utiliza como el lugar de nacimiento de Quicksilver y Bruja Escarlata. Es la base de operaciones del Alto Evolucionador y la fuente de la "arcilla radiactiva" utilizada por el Amo de las Marionetas.

## Historial de publicaciones
La primera aparición de Transia puede ser un flashback en X-Men # 4 (marzo de 1964) o en Avengers # 33 (octubre de 1966). Sin embargo, no se menciona en ninguno de los cómics. Transia también aparece sin nombre en  Thor # 133-135 (1966), en el que se establece que el monte Wundagore se encuentra en un pequeño país ubicado en los Balcanes. La primera referencia nombrada de Transia puede ser Avengers # 36 (enero de 1967), en la que se menciona como una aldea en la base del monte Wundagore. Ediciones posteriores atribuyen el nombre de Transia a todo el país que abarca el monte Wundagore.
Desde entonces, el país ha aparecido en varios otros cómics, incluido Iron Man y continúa apareciendo en Marvel Comics y otros medios.

## Historia ficticia
Transia era una antigua sección de Valaquia antes de que ese país se integrara con Moldavia en 1857 para formar Rumania. Transia rompió con los dos países más grandes y estableció su condición de estado independiente, y 20 años después fue reconocida como una nación autónoma y neutral. Transia está gobernada por un funcionario electo (burgomeister) que está obligado por ley a seguir la constitución del país al pie de la letra. La principal fuente de ingresos de la nación proviene del uranio que se encuentra en el monte y sus alrededores. Wundagore: Herbert Edgar Wyndham financió un fideicomiso nacional sin fines de lucro con el dinero recolectado de su mina de uranio que aún proporciona dinero para que Transia opere sus programas gubernamentales y, por lo tanto, no necesitan inversionistas externos o un mercado turístico. Esto, junto con la imagen internacional negativa (fomentada intencionalmente), mantiene a muchos extranjeros fuera de Transia. Transia es un foco posterior de derechos pro-mutantes versus odio anti-mutante. El presidente de Transian ha ofrecido refugio a los mutantes como parte de un acuerdo comercial. Sin embargo, muchos ciudadanos se oponen violentamente a esto.